# Inti Podestá Mezzetta
Inti Podestá Mezzetta   (Montevideo, 23 d'abril de 1978) és un exfutbolista uruguaià, que ocupava la posició de migcampista. Al llarg de la seua curta carrera, tan sols va jugar en dos equips, el Danubio FC de la seua ciutat natal, i el Sevilla FC, on va penjar les botes el 2005, amb 27 anys, a causa d'una greu lesió de genoll. Va ser internacional amb el seu país en una ocasió.